# Christian Murro
Christian Murro, nacido en Saronno el 19 de mayo de 1978, es un ciclista italiano que fue profesional de 2004 a 2008. En enero de 2008 dio positio por Furosemida y fue suspendido dos años.

## Palmarés
2004
- Gran Premio Industria y Commercio Artigianato Carnaghese

2007
- Tres Valles Varesinos[2]